# Glenwood (Iowa)
Pour les articles homonymes, voir Glenwood.
La ville américaine de Glenwood est le siège du comté de Mills, dans l’État de l’Iowa. Elle comptait 5 269 habitants lors du recensement de 2010.

## Histoire
La ville a été fondée en 1848 par des mormons sous le nom de Coonsville.

## Source
- (en) Cet article est partiellement ou en totalité issu de l’article de Wikipédia en anglais intitulé « Glenwood, Iowa » (voir la liste des auteurs).